# Silvertjärnen (Jörns socken, Västerbotten, 724002-169911)
Silvertjärnen är en sjö i Skellefteå kommun i Västerbotten och ingår i Kågeälvens huvudavrinningsområde.